# Фракционная перегонка
Фракционная перегонка — процесс разделения двух неограниченно растворимых жидких веществ, основанный на том, что вследствие различия их температур кипения паровая фаза обогащена более легкокипящим компонентом.
Фракционная перегонка жидкости, состоящей из менее летучего вещества X и более летучего вещества Y, состоит из двух стадий:
- Нагревание исходной жидкой смеси до кипения с получением пара определённого состава
- Конденсация этого пара с образованием жидкости, обогащённой более летучим компонентом Y

Каждая последующая фракция конденсата снова перегоняется с получением новых фракций, всё более богатых компонентом Y. Близкие по составу фракции объединяют в одну и фракционируют до тех пор, пока не будет получен чистый компонент Y.
На практике данный трудоёмкий способ более не применяется, вместо него используется непрерывная фракционная перегонка — ректификация.